# Cserfalvi Eliz
Cserfalvi Eliz (egyéb írásmódok és nevek: Cserfalvy, Aliz, Elise, Elisabeth, Erzsébet) (Budapest, 1926. február 23. – Svájc, ?) magyar–svájci hegedűművész.

## Élete
Szegény családból származott. Apja Cserfalvi Lajos (1900–1968) tűzoltó, anyja Ádám Jozefa varrónő volt. Családneve eredetileg Csicsák volt, melyet valószínűleg apjával egyidőben – 1933-ban – változtatott Cserfalvira. A hangszerek és a fellépőruhák megvásárlása nagy gondot okozott nekik. Apja szigorú emberként nem kedvelte, hogy időnként dzsesszt hallgatott a rádióban.
Zenei tanulmányait 1933 és 1938 között a Fodor Zeneiskolában folytatta Rados Dezső tanítványaként. Gyakran szerepelt növendékhangversenyeken, a Pesti Napló ezt írta a játékáról: „Egyes növendékek máris kitűntek meglepően érett játékukkal. A nyolcéves Cserfalvi Eliz (Rados-növendék) például valódi kis csodagyerek, bámulatos virtuóz készséggel és őszinte, lelkes odaadással adta elő Seitz G-dúr koncertjének I. tételét.” Az iskolában ösztöndíjasként tanult, sőt őt és tehetséges társát, Vadas Ágnest két ismeretlen 1936-ban 300 pengő jutalomban részesítette. 1937-ben a következőket játszotta a vizsgáján: Mozart E-moll szonáta, Haydn C-dúr zongorahármas I. tétel, Corelli La folia, Brahms-Joachim: Magyar tánc.
A Zeneművészeti Főiskolán Zathureczky Ede tanítványa lett, de Waldbauer Imre és Weiner Leó is tanította. Egyik első nagy koncertjét 1939-ben tartotta a Vígszínházban. 1942-ben Dohnányi Ernő elnöksége alatt neki ítélte oda a zsűri a Reményi-díjat és a Reményi mesterhegedűt. A díjat Bach Bourréjának és Paganini Boszorkánytáncának az előadásáért kapta. Ugyanebben az évben a Hubay-díjat is megnyerte.
A díjazás után országszerte hívták játszani. Hegedűművészi oklevelét 1943-ban szerezte meg 16 évesen.
1946-ban a korabeli lapok megfogalmazása szerint „első helyezett” lett a Genfi Nemzetközi Zenei Versenyen (Concours international d'exécution musicale de Genève). Valójában második volt, mivel első helyezést nem adtak ki. (A versenyen korábban több magyar szerepelt már sikerrel, például Solti György zongorával 1942-ben). Weöres Sándor ezt mondta róla: „nem is ő játszik, hanem valami égi hatalom vezeti kezében a vonót”. A verseny után Párizsban koncertezett és hanglemezt készített. Egyik koncertjét Louis Aragon is meghallgatta. A lemezen Kodály Zoltán Szólószonátáját játszotta, a felvétel az év hanglemez-nagydíját nyerte el Franciaországban.
1948-ban a hollandiai scheveningeni versenyen második helyet szerzett 26 ország 300 versenyzője előtt. A versenyen Jehudi Menuhin zsűrizett többek között. Ezt követően Svájcban, Londonban, Olaszországban, Dél-Amerikában és New York-ban a Broadway-en szerepelt.
1949-ben tűnt el a neve a magyar sajtóból. Valószínűleg ekkor emigrált. Egy későbbi interjúja szerint hároméves ázsiai turnéra szerződtették. Férjével, Gérecz Árpáddal később Lausanne mellett telepedtek le. Gérecz tanár és karmester volt a helyi iskolában és zenekarban.
1951-ben a belga Erzsébet Királynő Zenei Verseny (Concours musical international Reine Élisabeth) hegedűversenyén 3. helyezést ért el két volt szovjet állampolgár mögött, mint állampolgárság nélküli („stateless”).
Az angol nyelvű Wikipédia egy listája szerint az 1970-es években hunyt el.

## Díjai, elismerései
- Reményi-díj (1942)
- Hubay-díj (1942)
- Genfi Nemzetközi Zenei Verseny 2. helyezés (1946)
- Scheveningeni zenei Versenyen 2. helyezés (1948)
- Erzsébet Királynő Zenei Verseny 3. helyezés (1951)